# Phymaturus indistinctus
Phymaturus indistinctus är en ödleart som beskrevs av  José Miguel Cei och CASTRO 1973. Phymaturus indistinctus ingår i släktet Phymaturus och familjen Tropiduridae. Inga underarter finns listade i Catalogue of Life.